# Бриту, Балтемар
Балтемар Жозе де Оливейра Бриту (Балтемар Бриту; порт. Baltemar José de Oliveira Brito; 9 января, 1952, Ресифи) — бразильский футболист и тренер.

## Биография
Начинал свою карьеру на родине. В 22 года Бриту переехал в Португалию, где он выступал за ряд клубов разных дивизионов. Всего в элитной Примейре-лиге провел 197 матчей и забил семь годов. Завершил свою карьеру полузащитник в «Варзине», причем в последний месяц он выполнял в нём роль играющего наставника.
В качестве тренера Бриту работал с малоизвестными командами, пока в 2001 году он не вошел в штаб Жозе Моуринью в «Униан Лейрии». В дальнейшем он несколько лет помогал ему в «Порту» и в «Челси».
В 2010 году бразилиц возобновил самостоятельную тренерскую карьеру в вылетевшим из Примейры «Белененсеше», однако уже через месяц он покинул свой пост.
В дальнейшем специалист работал с коллективами из Ливии, ОАЭ, Бразилии, Люксембурга и Зимбабве. Являлся ассистентом своего коллеги по тренерскому штабу Моуринью Жозе Мораиша в тунисском «Эсперансе» и в греческом АЕК. В сентябре 2023 года возглавил сборную Зимбабве.

## Достижения

### Футболиста
- Финалист Кубка Португалии (1): 1983/84.
- Чемпион штата Пернамбуку (1): 1973.

### Ассистента тренера
- Победитель Лиги чемпионов УЕФА (1): 2003/04.
- Обладатель Кубка УЕФА (1): 2002/03.
- Чемпион Англии (2): 2004/05, 2005/06.
- Обладатель Кубка Англии (1): 2006/07
- Обладатель Кубка Футбольной лиги (2): 2004/05, 2006/07.
- Обладатель Суперкубка Англии (1): 2005.
- Чемпион Португалии (2): 2002/03, 2003/04.
- Обладатель Кубка Португалии (1): 2002/03.
- Обладатель Суперкубка Португалии (1): 2003.

### Тренера
- Обладатель Кубка независимости Зимбабве (1): 2023.